# Movimento Federalista Europeo
     Sezioni nazionali
     Sezioni nazionali candidate

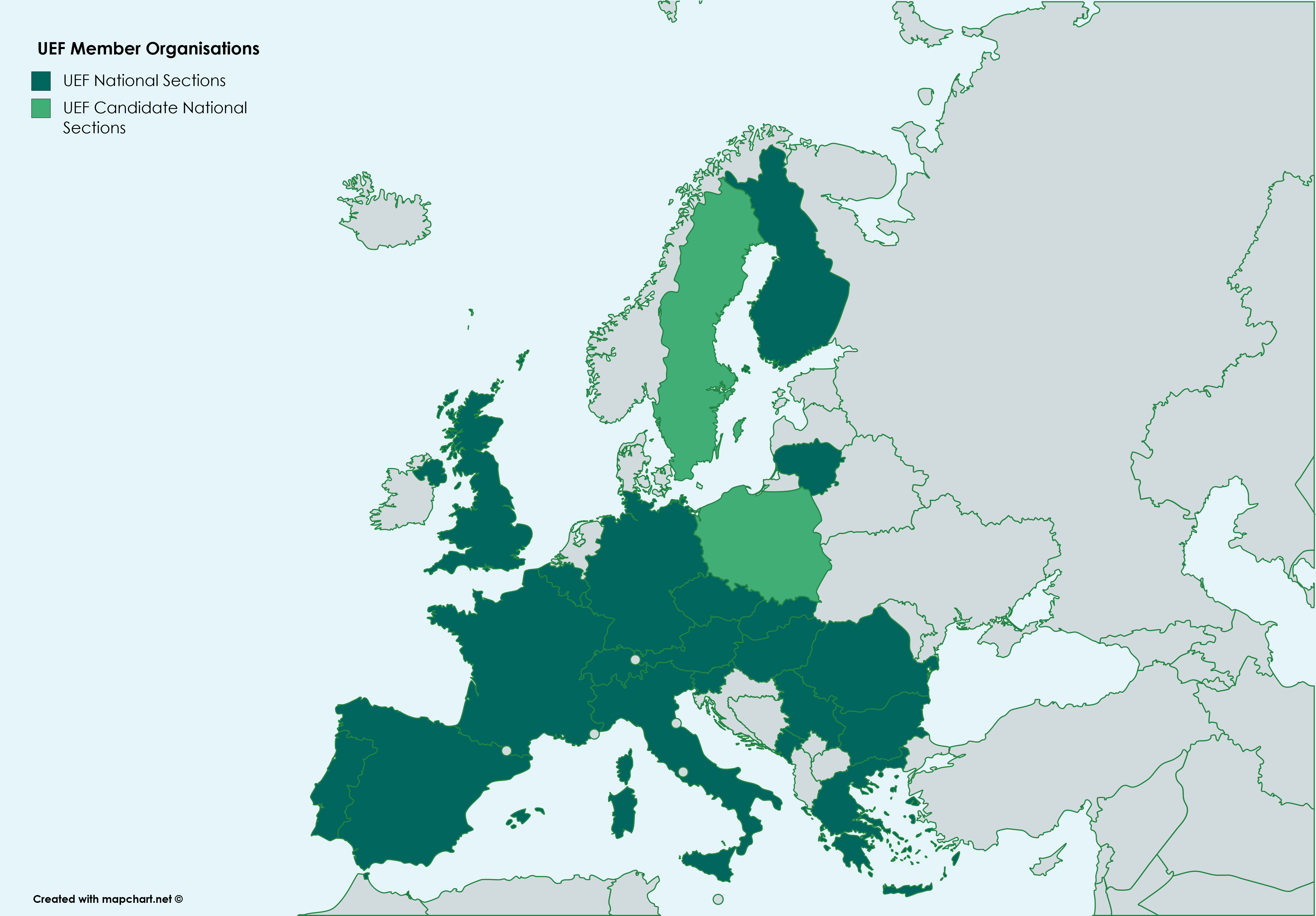
Le varie sezioni del UEF in Europa.
Sezioni nazionali
Sezioni nazionali candidate

Il Movimento Federalista Europeo (MFE) è un movimento politico apartitico che mira alla creazione di una Federazione europea.

## Storia
Il Movimento Federalista Europeo venne fondato a Milano il 27-28 agosto 1943 da Altiero Spinelli e da alcuni altri antifascisti, tra i quali Nicolò Carandini, Ernesto Rossi e Luciano Bolis, presso la casa di Mario Alberto Rollier.  Esso si fonda sui principi contenuti nel Manifesto di Ventotene, elaborato nel 1941 dagli stessi Spinelli e Rossi assieme ad Eugenio Colorni, e su quelli della Dichiarazione di Chivasso, elaborata il 19 dicembre 1943 a Chivasso da vari intellettuali federalisti alpini, tra i quali Émile Chanoux, Ernest Page, Federico Chabod e Mario Alberto Rollier.
Al secondo congresso nazionale, che si tenne a Milano dal 15 al 17 febbraio 1947, il MFE si distinse per essere il più importante. Il MFE godeva di molto prestigio in tutta Europa, visto che era il più grande e il più vecchio. Inoltre contava fra i suoi aderenti numerosi patrioti che avevano combattuto attivamente contro il regime fascista, e che diedero al movimento molto autorevolezza vis-à-vis degli altri movimenti federalisti.

## Obiettivi
Il punto di partenza del pensiero alla base del Movimento Federalista Europeo risiede nel considerare in crisi il modello dello stato nazionale e nel riconoscere le caratteristiche fondamentali dello stato nazionale e il sistema internazionale da esse generato come le cause principali delle due guerre mondiali e del nazifascismo. Per queste ragioni, i federalisti ritengono che si debba superare la sovranità assoluta degli stati per conseguire e garantire la pace e il benessere. Da un lato, il modello dello stato nazionale va superato verso il basso, ovvero introducendo modelli di organizzazione politica e sociale il più vicini possibile ai cittadini, valorizzando il ruolo delle regioni, per approdare a un sistema autenticamente federale. Dall'altro lato, il modello dello stato nazionale va superato verso l'alto, con la creazione di una federazione europea ed eventualmente anche mondiale.
Il Movimento Federalista Europeo ritiene insufficienti le soluzioni istituzionali confederative, in cui gli stati nazionali mantengano gran parte dei propri poteri della propria sovranità. Il MFE vede nell'Unione europea una fase intermedia di progresso dell'integrazione europea, ma non il suo compimento. Si espresse a favore della costituzione europea, pur ritenendola non del tutto soddisfacente a causa dell'uso ambiguo del termine costituzione, laddove non veniva creato nessun nuovo organismo politico, a causa del mantenimento del diritto di veto per gli stati membri in alcune materie e per l'insufficiente tutela dei diritti dei cittadini. Successivamente sostenne anche il Trattato di Lisbona, vedendolo come una delle tappe verso una maggiore integrazione.
Secondo il MFE il processo di integrazione europea dovrebbe comprendere anche la sfera politica e portare alla totale cessione della sovranità dagli stati membri alle istituzioni europee. La Federazione europea dovrebbe godere di personalità giuridica internazionale esclusiva e di determinare quindi in maniera autonoma la politica estera, la politica di difesa e la politica economica europea. Gli altri settori potrebbero rimanere sotto il controllo degli stati membri o essere ceduti anch'essi al governo europeo. La Federazione dovrebbe disporre di una costituzione rigida e federale. Il MFE sostiene che con l'integrazione politica compiuta sarebbe possibile colmare il deficit di democrazia che viene imputato alle istituzioni dell'Unione europea e rendere più forte la presenza europea sulla scena internazionale. La realizzazione della Federazione europea costituirebbe inoltre una spinta verso la progressiva creazione di una Federazione mondiale.

## Attività e organizzazione
Il Movimento Federalista Europeo è un'organizzazione politica autonoma, indipendente dai partiti politici e non ha mai partecipato a competizioni elettorali. Attualmente è presieduto da Luisa Trumellini, mentre la carica di segretario è ricoperta da Roberto Castaldi. I principali organi decisionali del Movimento sono due: il Comitato Federale (già Comitato Centrale), formato dai componenti eletti in sede di congresso nazionale, da un delegato per ogni regione, dai membri di diritto eletti nel Comitato federale dell'UEF e da alcuni membri cooptati; e la Direzione Nazionale (formata dai membri di diritto, che ricoprono le più alte cariche all'interno del movimento, e da membri eletti in seno al Comitato Federale).
Il MFE costituisce la sezione italiana dell'Unione dei Federalisti Europei (UEF) e del World Federalist Movement (WFM), fondati entrambi nel 1947.
Il MFE ha anche una sezione giovanile: la Gioventù Federalista Europea.